# Fotofoon
De fotofoon (Engels: photophone) was een instrument om geluid draadloos over te brengen via lichtstralen. Het werd op 19 februari 1880 uitgevonden door Alexander Graham Bell en Charles Sumner Tainter. Bell beschouwde deze uitvinding als zijn belangrijkste. Op 3 juni 1880 verzond hij het eerste draadloze telefoongesprek via zijn fotofoon. De beroemde woorden van Tainter waren:
Mr. Bell, if you hear what I say, come to the window and wave your hat.

## Werking
In de opstelling van Bell wordt zonlicht gereflecteerd door een spiegeltje dat via een membraan aan het uiteinde van een spreekhoorn is gemonteerd. Door in de hoorn te spreken brengt de membraan het spiegeltje in trilling waardoor het op het spiegeltje invallende licht heen en weer gaat bewegen. Dit licht wordt naar een verderop geplaatste ontvanger gezonden, die uit een parabolische spiegel bestaat met in het brandpunt een seleen-fotocel. Afhankelijk van de trillingen wordt het seleen meer of minder belicht. Omdat seleen de eigenschap heeft dat de weerstand afneemt naarmate er meer licht opvalt, worden de wisselingen in lichtsterkte omgezet in een elektrisch signaal. Een luidspreker maakt de spraak weer hoorbaar.

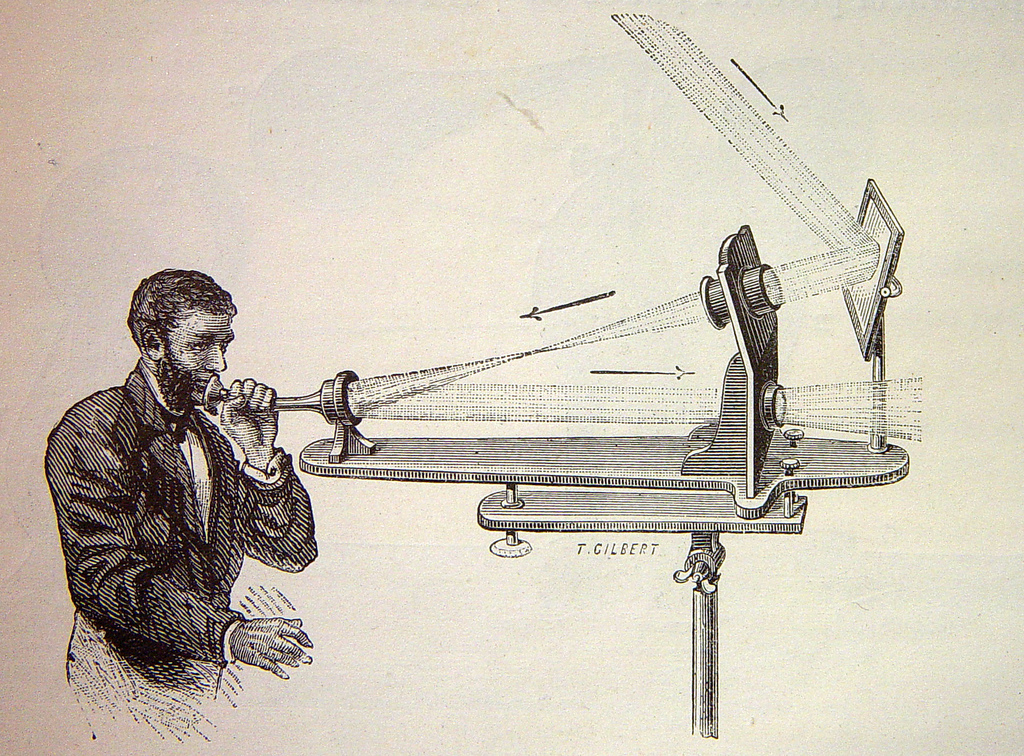
Fotofoon-zender
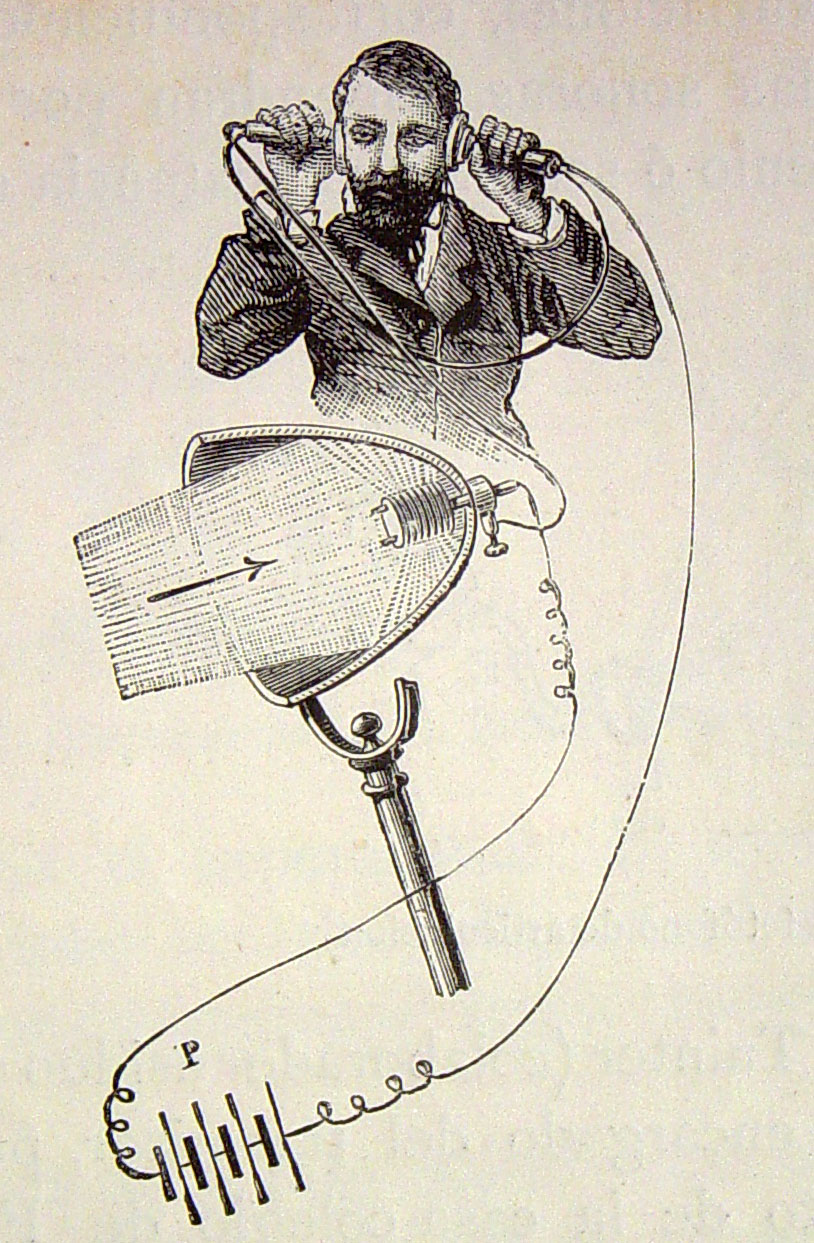
Fotofoon-ontvanger
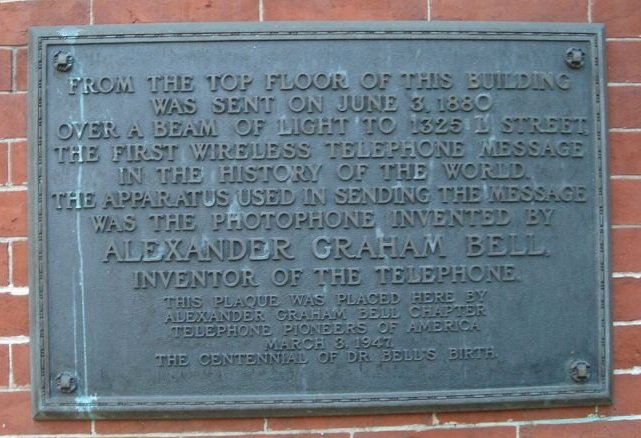

## Erfenis
Zelf slaagde Bell er nooit in meer dan 700 voet (circa 213 m) te overbruggen. Het instrument had een groot nadeel: het werkte niet als het te bewolkt was. De fotofoon wordt nu beschouwd als de eerste stap in de ontwikkeling van de moderne optische communicatie welke gebruikmaakt van laserstralen en glasvezel; twee technologieën die ten tijde van Bell nog niet beschikbaar waren.